# Rotsschuilplaatsen van Bhimbetka
De rotsschuilplaatsen van Bhimbetka zijn een archeologische vindplaats uit het Paleolithicum en toont de vroegste sporen van permanente bewoning op het Indiase subcontinent en de vroege Zuid-Aziatische steentijd. Ze zijn gelegen in het district Raisen in de Indiase staat Madhya Pradesh. De schuilplaatsen vertonen de vroegste sporen van de moderne mens in India. 
Ten minste enkele van de schuilplaatsen werden al meer dan 100.000 jaar geleden bewoond door een nog niet nader omschreven vorm van Archaïsche Homo sapiens. Enkele van de rotsschilderingen die gevonden zijn in de schuilplaatsen zijn ongeveer 30.000 jaar oud en worden toegeschreven aan de moderne mens. De grotten leveren ook een vroeg bewijs van de dans. Ze werden opgenomen op de werelderfgoedlijst in 2003.
De naam Bhimbetka (भीमबेटका) wordt geassocieerd met Bhima, een held-godheid uit het epos Mahabharata. Het woord Bhimbetka is waarschijnlijk afgeleid van Bhimbaithka, wat betekent de zitplaats van Bhima.